# Nanjira Sambuli
Nanjira Sambuli (sinh năm 1988) là một nhà nghiên cứu, nhà văn, nhà phân tích chính sách, nhà chiến lược vận động và nhạc sĩ người Kenya. Cô hiện là Giám đốc Vận động Bình đẳng Kỹ thuật số tại Tổ chức World Wide Web.
Nanjira Sambuli là cựu Giám đốc nghiên cứu tại iHub ở Nairobi từ tháng 1 năm 2014 đến tháng 12 năm 2015. Nanjira là người được ủy thác tại mySociety, thành viên hội đồng quản trị tại Trung tâm nghiên cứu chính sách truyền thông và ngồi trong ban cố vấn châu Phi của Sum of Us. Cô ấy đã nói tại   một số hội nghị và sự kiện về chính sách kỹ thuật số và các sự kiện khác bao gồm Open Up 2016 và Hội nghị thượng đỉnh châu Phi về phụ nữ và trẻ em gái trong công nghệ.

## Giáo dục
Nanjira Sambuli có bằng cử nhân về Khoa học Actuarial từ Đại học Nairobi (2011).

## Công trinh
Sambuli đã phát triển một khuôn khổ để truy cập khả năng tồn tại, xác minh và tính hợp lệ của Crowdsource, Umati, một dự án giám sát lời nói nguy hiểm trực tuyến. Dự án này hiện đang chạy ở Kenya, Nigeria và Nam Sudan. Cô đã làm việc với các ấn phẩm về một loạt các vấn đề bao gồm Chính sách truyền thông và Cảnh quan công nghệ của Kenya.
Cô là biên tập viên của Sáng tạo Châu Phi. Cô cũng thỉnh thoảng viết một chuyên mục cho tờ Daily Nation ở Kenya và báo chí quốc tế.
Gần đây, cô được António Guterres, Tổng thư ký Liên Hợp Quốc mời tham gia Hội đồng cấp cao về hợp tác kỹ thuật số.